# Communauté de communes La porte normande

La Porte Normande dans le département de l'Eure

La communauté de communes la Porte normande est une ancienne communauté de communes française qui regroupe 26 communes autour de Saint-André-de-l'Eure, dans la partie sud-est du département de l'Eure, en bordure de l'Eure-et-Loir.

## Histoire
Supplanté le 1er janvier 2017 par la Communauté d'agglomération Évreux Portes de Normandie.

## Fonctionnement
La Communauté de communes La Porte Normande est créée le 1er janvier 1999. Elle se compose de nombreux élus dont 61 titulaires et 33 suppléants. Ces élus sont choisis par les conseils municipaux des 26 communes qui composent cette communauté soit plus de 20 000 habitants répartis sur une superficie de 238,7 km2 sur le canton de Saint-André-de-l'Eure. Ce sont eux qui sont dans les 8 commissions, le bureau (15 élus) et l’Assemblée Générale (48 élus convoqués).

### Le Conseil communautaire
La Communauté de communes est administrée par un conseil communautaire composé de 48 délégués titulaires et de 12 délégués suppléants élus par les conseils municipaux (communes de moins de 1000 habitants) ou les électeurs (communes de plus de 1000 habitants).
Chaque commune est représentée par au moins un délégué titulaire et un suppléant ou deux délégués titulaires. La plus grande commune a 6 délégués titulaires. Les noms des délégués sont mentionnés sur les pages des communes dans l'onglet rassembler.
Le conseil communautaire se réunit une dizaine de fois par an au minimum. Le 3e mercredi de chaque mois, sauf quelques rares exceptions.

### Le Bureau
Le conseil communautaire élit pour la durée du mandat municipal de 6 ans et à bulletin secret, un Bureau composé : 1 président • 8 vice-présidents • 6 membres
Le bureau se réunit une dizaine de fois par an au minimum. Le 2e mercredi de chaque mois, sauf quelques rares exceptions.

### Les Commissions
Les différentes problématiques et décisions sont réfléchies et discutées en commission. Elles sont ensuite soumises au bureau puis au vote des délégués en assemblée générale.
Les commissions sont présidées par des Vice-présidents :
- 1er vice-président : Daniel Douard, chargé des commissions Voirie - Transport - Patrimoine
- 2e vice-président : Jean-Pierre Morel, chargé des commissions Finances - Budgets - Développement économique et numérique
- 3e vice-président : Claude Royoux, chargé de la commission Enfance / Jeunesse
- 4e vice-président : Michel Cochon, chargé des commissions Mutualisation des services et des moyens auprès des communes - Urbanisme
- 5e vice-présidente : Rosine Coulong, chargée des commissions SPAC (assainissement collectif) - SPANC (assainissement non collectif)
- 6e vice-président : Claude Royoux, chargé des commissions Habitat - Action Sociale - Prévention de la délinquance - Communication
- 7e vice-président : Michel Le Bescond, chargé des commissions Tourisme - Animation - Cadre de vie
- 8e vice-président : Max Confais, chargé de la commission Traitement des déchets

## Administration
La communauté de communes est présidée par Sylvain Boreggio, maire de La Couture-Boussey.

## Composition
| Nom                           | Code Insee | Gentilé         | Superficie (km2) | Population (dernière pop. légale) | Densité (hab./km2) |
| ----------------------------- | ---------- | --------------- | ---------------- | --------------------------------- | ------------------ |
| Saint-André-de-l'Eure (siège) | 27507      | Andrésiens      | 19,83            | 3 917 (2014)                      | 198                |
| Les Authieux                  | 27027      | Autheusiens     | 4,87             | 290 (2014)                        | 60                 |
| Bois-le-Roi                   | 27073      | Baccots         | 5,42             | 1 118 (2014)                      | 206                |
| Bretagnolles                  | 27111      | Bretagnollais   | 3,78             | 198 (2014)                        | 52                 |
| Champigny-la-Futelaye         | 27144      |                 | 15,98            | 271 (2014)                        | 17                 |
| Chavigny-Bailleul             | 27154      |                 | 18,42            | 568 (2014)                        | 31                 |
| Coudres                       | 27177      | Coudrais        | 15,37            | 542 (2014)                        | 35                 |
| La Couture-Boussey            | 27183      | Couturiots      | 10,90            | 2 311 (2014)                      | 212                |
| Croth                         | 27193      | Crothois        | 10,51            | 1 296 (2014)                      | 123                |
| Épieds                        | 27220      | Épidoniens      | 4,87             | 369 (2014)                        | 76                 |
| La Forêt-du-Parc              | 27256      |                 | 7,67             | 574 (2014)                        | 75                 |
| Foucrainville                 | 27259      | Foucrainvillais | 5,26             | 74 (2014)                         | 14                 |
| Fresney                       | 27271      | Fresneyais      | 6,34             | 338 (2014)                        | 53                 |
| La Baronnie                   | 27277      |                 | 11,22            | 689 (2014)                        | 61                 |
| Garennes-sur-Eure             | 27278      | Garennais       | 10,52            | 1 884 (2014)                      | 179                |
| Grossœuvre                    | 27301      | Grandisylvains  | 16,36            | 1 114 (2014)                      | 68                 |
| L'Habit                       | 27309      | L'Habitais      | 5,08             | 525 (2014)                        | 103                |
| Jumelles                      | 27360      | Jumellois       | 7,29             | 306 (2014)                        | 42                 |
| Lignerolles                   | 27368      | Lignerollais    | 6,22             | 304 (2014)                        | 49                 |
| Marcilly-sur-Eure             | 27391      | Marcilluciens   | 15,48            | 1 571 (2014)                      | 101                |
| Mousseaux-Neuville            | 27421      |                 | 14,20            | 653 (2014)                        | 46                 |
| Prey                          | 27478      | Preyens         | 8,09             | 946 (2014)                        | 117                |
| Saint-Germain-de-Fresney      | 27544      |                 | 5,35             | 211 (2014)                        | 39                 |
| Saint-Laurent-des-Bois        | 27555      | Laurençaux      | 3,33             | 244 (2014)                        | 73                 |
| Serez                         | 27621      | Sérezais        | 6,33             | 138 (2014)                        | 22                 |